# Giulio Fiesco
Giulio Fiesco, peut-être né en 1519, actif dans les années 1550-1570 à Ferrare, est un compositeur italien de la Renaissance, connu pour ses madrigaux. Il a été le premier compositeur à mettre en musique la poésie de Giovanni Battista Guarini, poète le plus en vogue auprès des madrigalistes de la fin du XVIe siècle. Fiesco a également été un compositeur important pour la cour d'Este à Ferrare.

## Biographie
Les éléments biographiques de Fiesco demeurent lacunaires. Il est vraisemblablement né à Ferrare, où il a passé la majeure partie de sa vie. Selon le musicologue français François-Joseph Fétis, Fiesco serait né en 1519 et décédé en 1586, mais Fétis ne source pas ces informations, et les documents auxquels il a pu avoir accès ne sont pas connus. Alfred Einstein, autre musicologue, donne les mêmes dates, ajoutant que Fiesco était probablement luthiste. Fiesco était lié à la cour d'Este, comme l'attestent les dédicaces de ses recueils de madrigaux, et a peut-être servi à l'église San Francesco, y étant enterré. Il est également possible qu'il ait été employé à titre personnel par le cardinal Hippolyte d'Este.
En 1567, le poète Giovanni Battista Guarini entre à la cour d'Alphonse II d'Este, duc de Ferrare. Il est le poète le plus influent de l'histoire de la musique de la Renaissance tardive, et ses poésies furent les plus utilisées par les madrigalistes. Fiesco joua un rôle déterminant, puisqu'il fut le premier compositeur à mettre en musique les œuvres de Guarini. Fiesco revendique d'ailleurs au sein de la dédicace de son ouvrage de madrigaux de l'avoir composé à la demande du poète ; l'ensemble des compositions est dédié à Lucrezia et Éléonore d'Este.
Fiesco n'apparaît pas dans les registres comptables connus de Ferrare, sources utiles pour documenter l'activité des musiciens de l'époque. Il disparaît totalement des archives vers 1570. Ses madrigaux ont été publiés entre 1554 et 1569.

## Œuvre et influence
L'œuvre de Fiesco qui nous est parvenue est de la musique profane et vocale. Il a publié quatre recueils de madrigaux, en 1554, 1563, 1567 et 1569, qu'il a tous dédiés à des membres de la Maison d'Este.
Son premier et son dernier recueil sont les plus remarqués. Ses compositions de 1554 témoignent le mieux de l'influence de Cyprien de Rore, le compositeur de madrigaux le plus célèbre du milieu du siècle, et qui était alors maître de chapelle à Ferrare, pour le duc Hercule II d'Este. Les compositions de Fiesco de ce recueil sont pour quatre voix, et comprennent des madrigaux classiques, des œuvres chromatiques expérimentales (par exemple, Bacio soave, témoignant de l'influence de Nicola Vicentino, qui encourageait alors ce genre d'expériences), et de la musique probablement dédiée pour des représentations théâtrales données pour la Maison d'Este. Il met en musique de la poésie, dont des œuvres de Boccace, de Giovanni Batista Strozzi, Bernardo Tasso, Sannazaro, Ludovico Ariosto et Pétrarque.
Le dernier recueil de madrigaux publié par Fiesco, en 1569, intitulé Musica nuova, pour cinq voix, est son plus célèbre. Il s'agit en effet de la première adaptation en musique des poèmes de Guarini. Quatorze des quinze poèmes du recueil sont des sonnets, le style musical y répondant à l'élégance du langage, atteignant par là même une grande virtuosité dans l'adaptation du texte. Certaines propriétés de cette adaptation sont innovantes tant dans l'harmonie que dans la rythmique. Un des madrigaux, S'armi pur d'ira disdegnoso ed empio, annonce par ailleurs le stile concitato baroque, correspondant à une déclamation rapide portée par une texture homophonique.
L'œuvre de Fiesco ne comprend pas que des madrigaux. Il a ainsi publié quelques chants profanes, composés dans des styles plus légers de son époque comme le greghesca originaire de Venise, ou encore le napolitane, originaire de Naples.